# ジャーマンウイングス

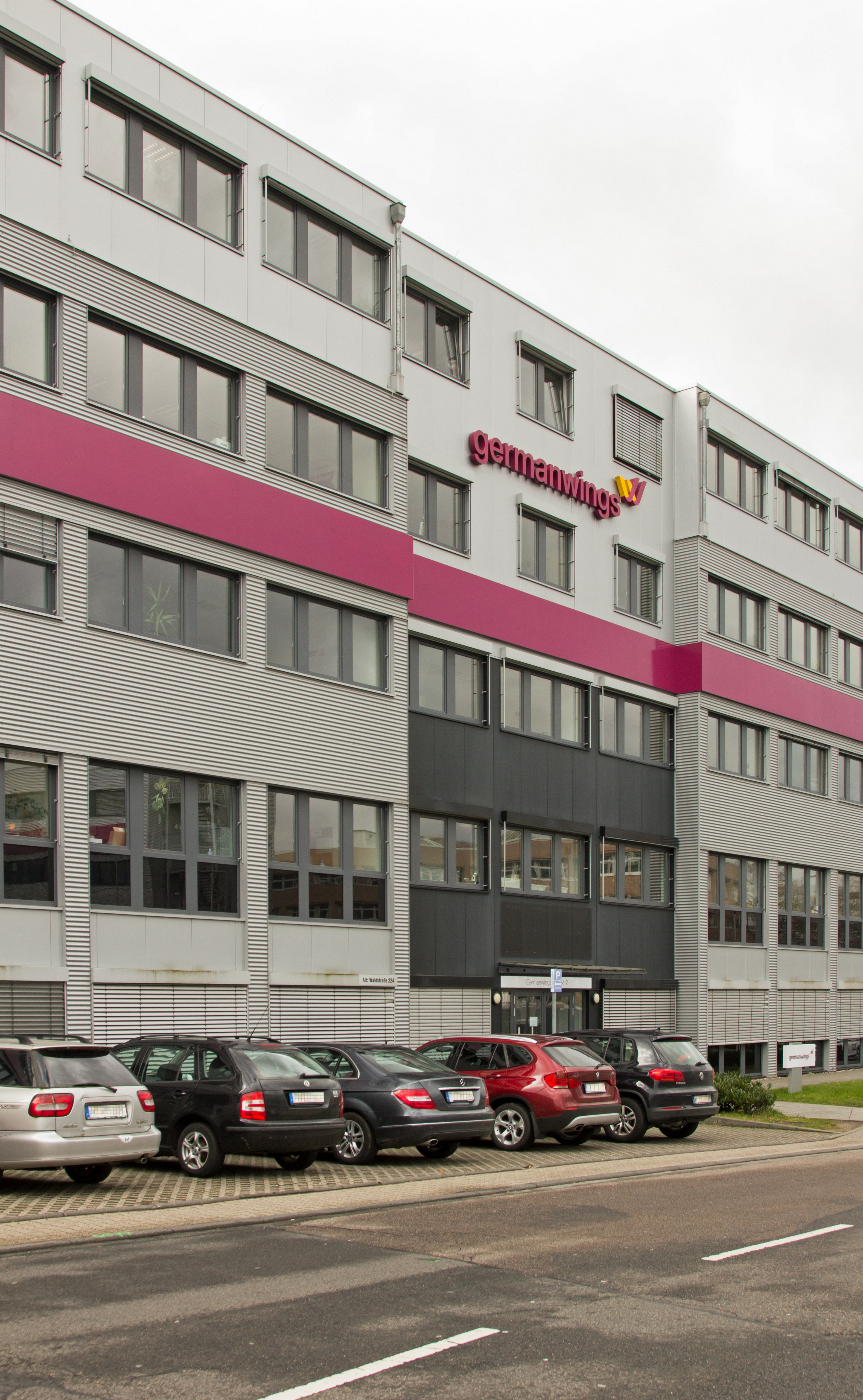
ジャーマンウイングス本社

ジャーマンウイングス（Germanwings）は、ケルンに本社を置いていたドイツの格安航空会社。

## 概要
1997年にユーロウイングスの一部門としてスタート、2002年に100％出資の独立した会社となった。2009年1月、ユーロウイングスとともにルフトハンザドイツ航空の完全子会社となり、ドイツ国内・欧州各地への運航を行っている。
2013年に新しいCIを導入。フランクフルト空港およびミュンヘン国際空港発着便を除くルフトハンザ運航路線についてジャーマンウイングスへの移管が順次進められ、2015年に移管を完了した。
2015年10月、ルフトハンザはグループ再編の一環としてLCCをユーロウイングスに一本化することを発表した。これ以後ジャーマンウイングスのブランドは使われなくなった。ジャーマンウイングスは、ユーロウイングスのブランドのもとでその運航の一部を担っていたが、新型コロナウイルスの感染流行に伴う旅客需要低迷を受け、2020年4月、ジャーマンウィングスの運航終了を早める方針を明らかにした。

## 運航機材
- エアバスA319 43機
- エアバスA320 17機
- ボンバルディアCRJ-900NextGen 23機 (ユーロウィングスによる運航)

2013年8月現在の機材平均年齢は7.8年。以前はボーイング737-800なども保有していた。

## 事件・事故・トラブル関連
- 2015年3月24日：ジャーマンウイングス9525便墜落事故 - バルセロナ発デュッセルドルフ行きの9525便がフランス領内に墜落し、搭乗者150名（乗客144名、乗員6名）全員が死亡した。

## ギャラリー

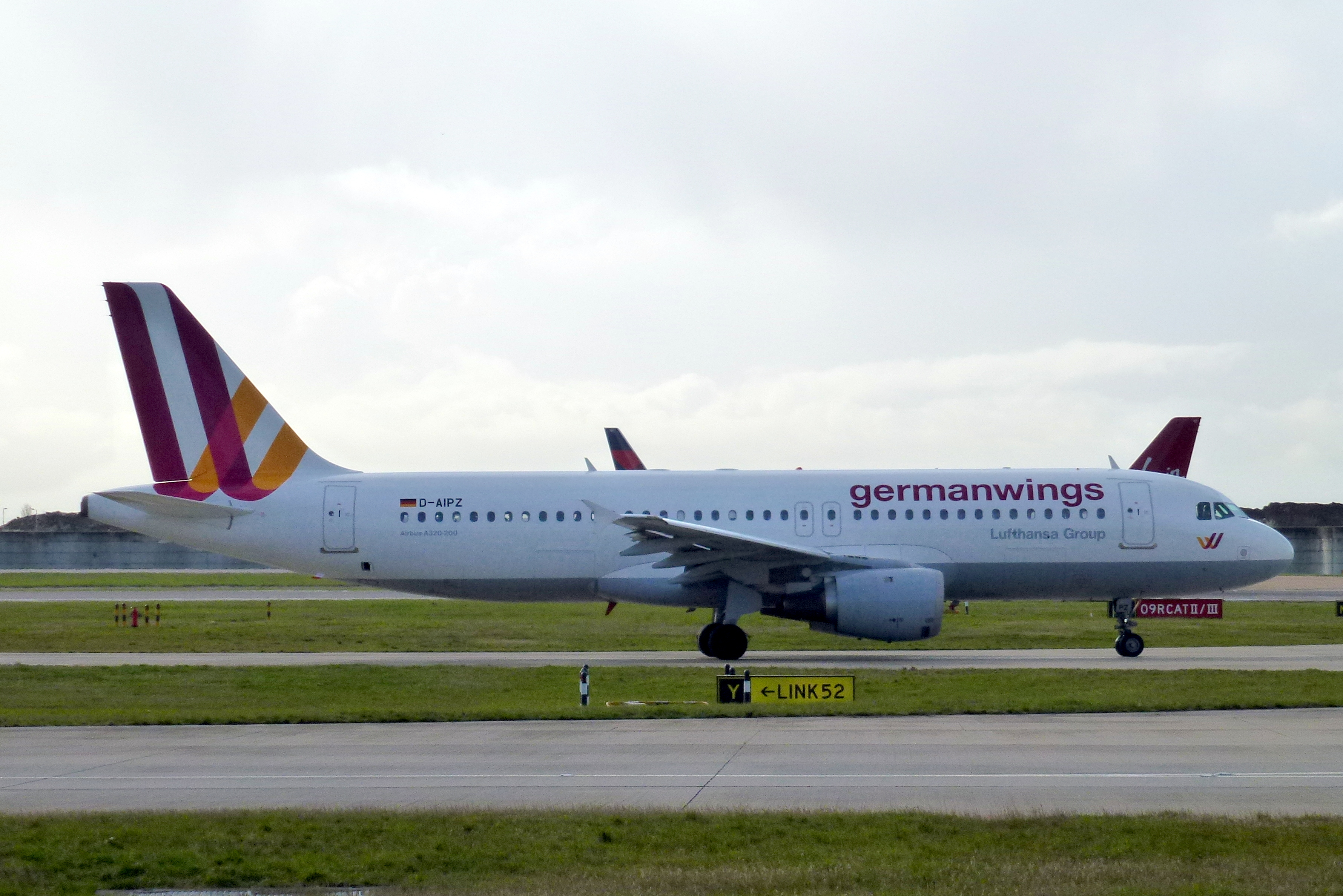
ジャーマンウイングスのエアバスA320
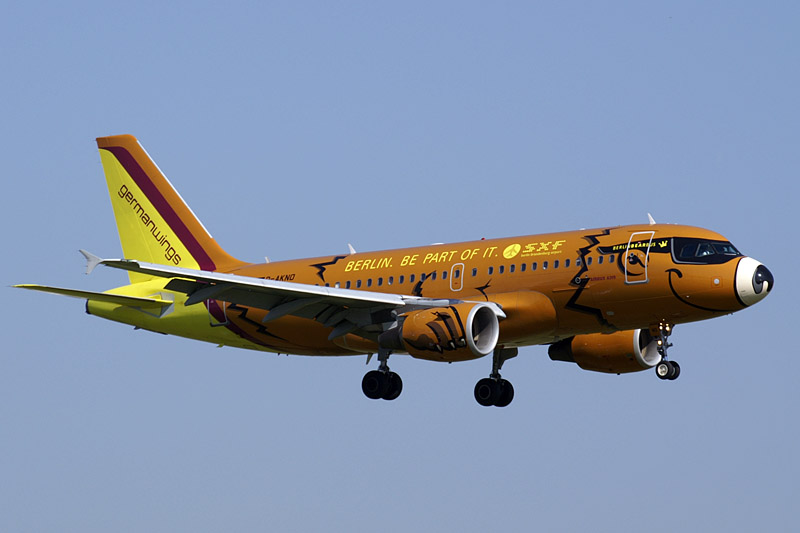
A319『ベルリン熊バス(Berlinbearbus)』号
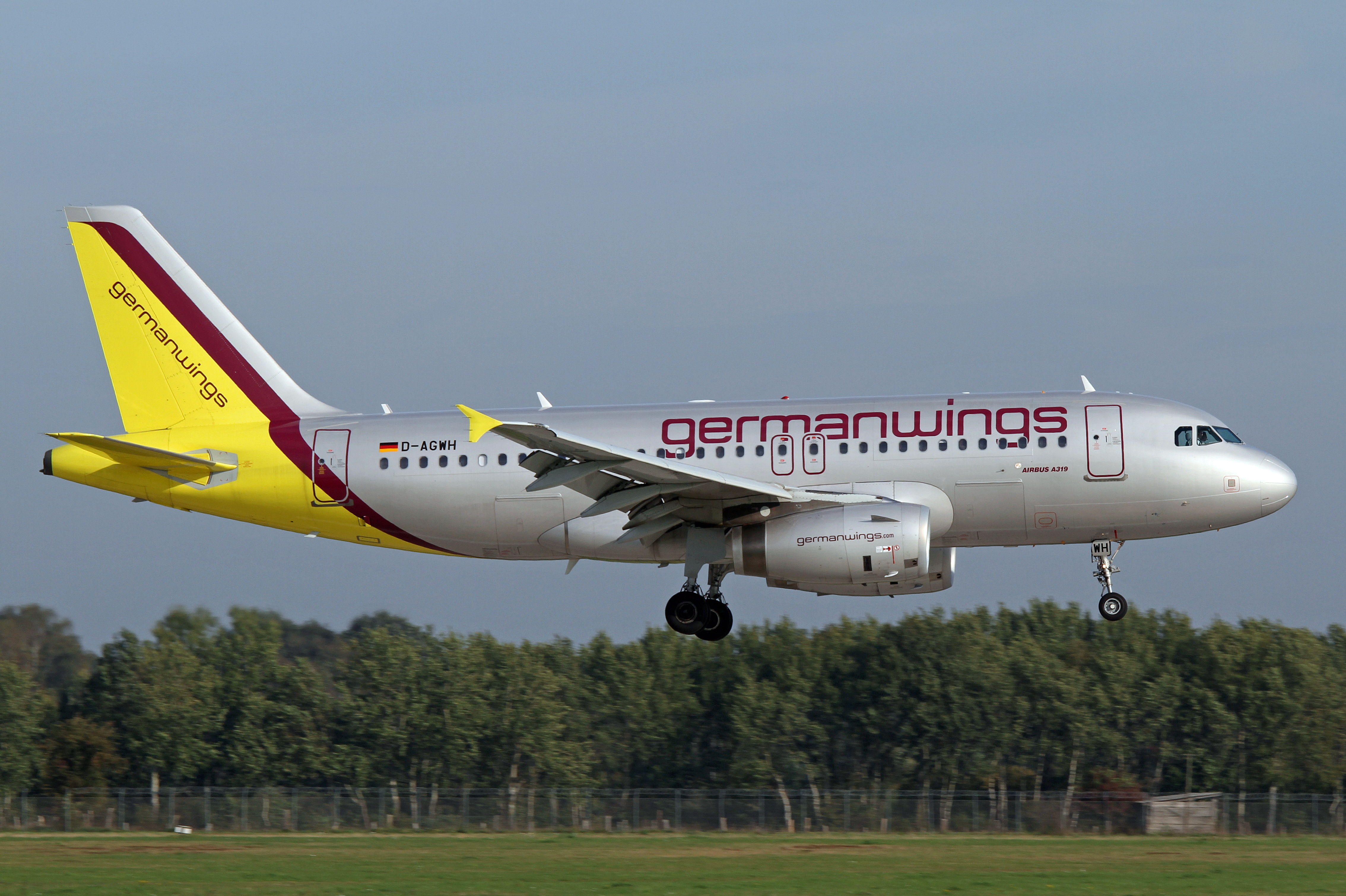
A319（初期塗装）
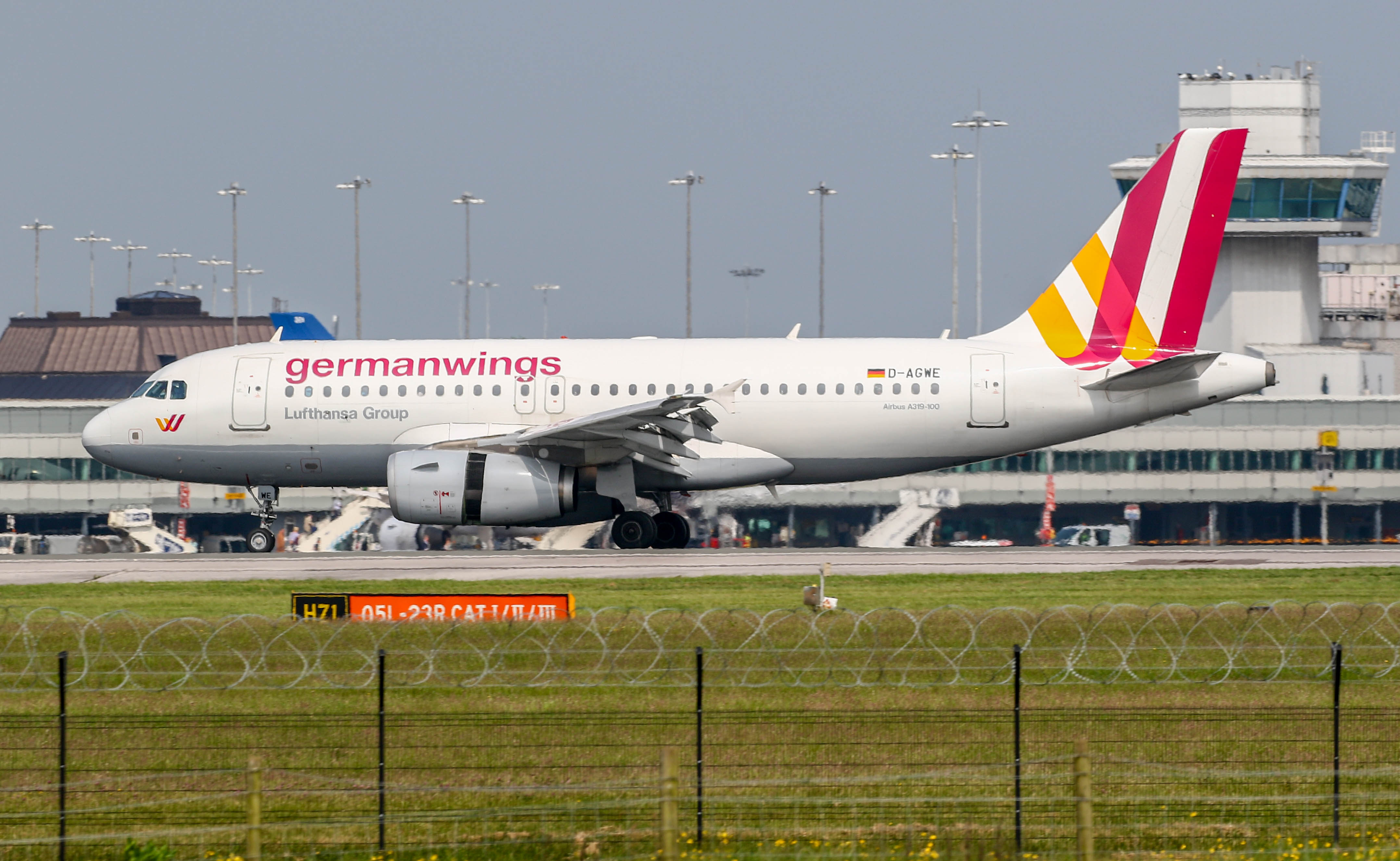
A319
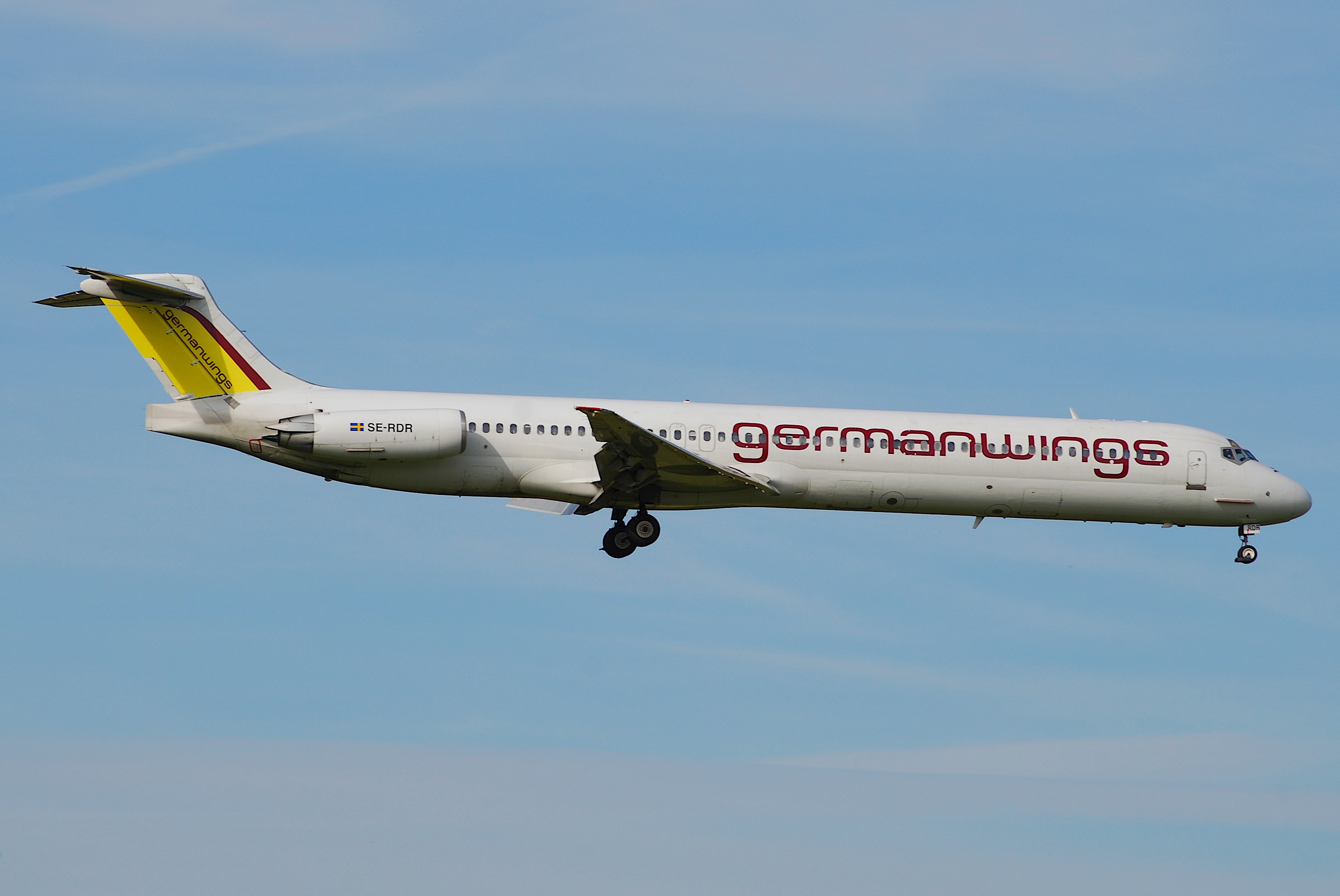
MD-82（初期塗装）
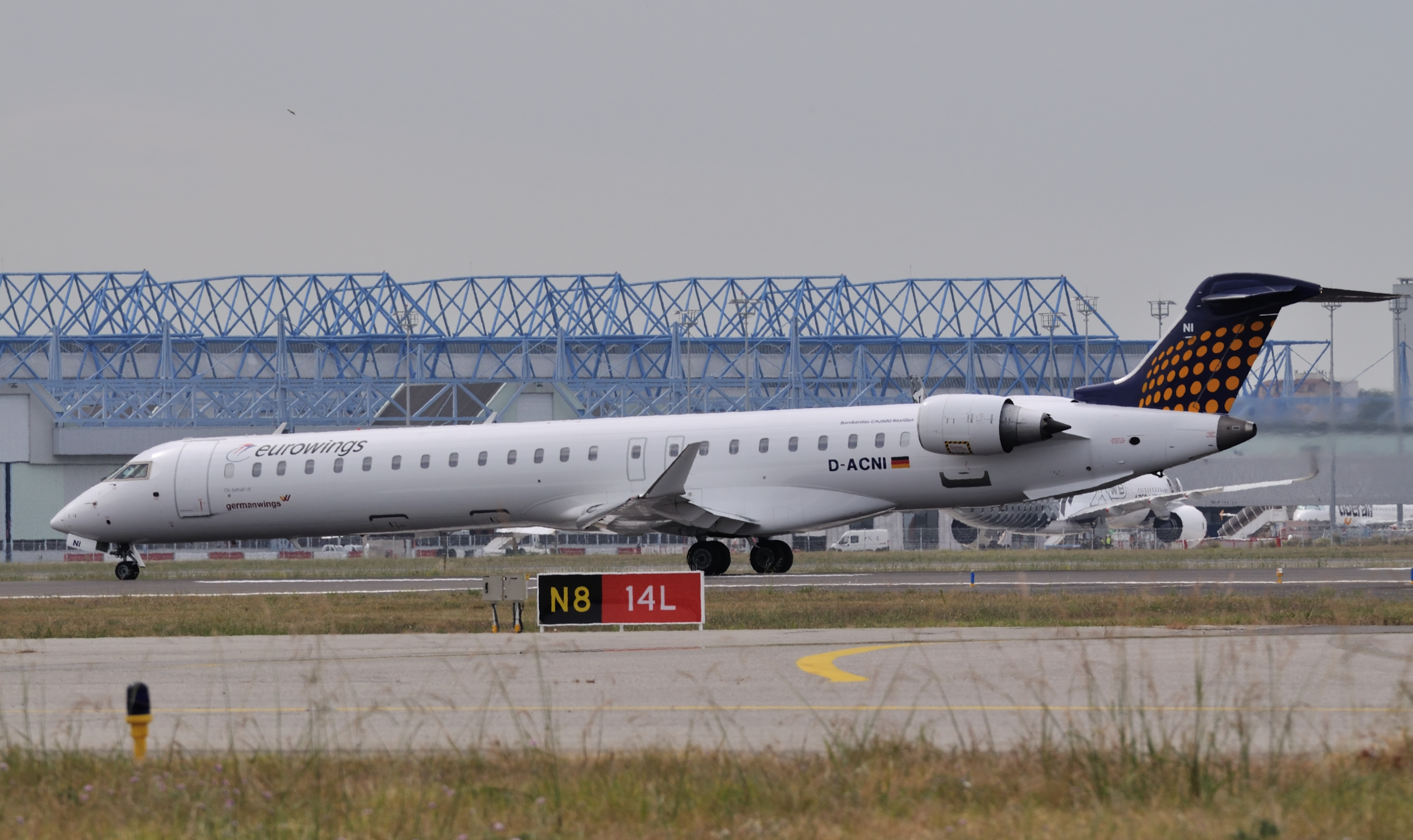
CRJ900（ユーロウイングス便として運航）